# Медийное агентство
Медийное агентство (медиаагентство) — информационное или рекламное агентство. 
Если подразумевается рекламное агентство, то оно занимается планированием размещения (медиапланирование) и размещением (медиабаинг) рекламы в СМИ (на ТВ, радио, в наружной рекламе, прессе, в интернете и т. д.).
До 1950-х большинство рекламных агентств были агентствами полного цикла — они придумывали рекламу и сами размещали её. Например, медиаотделы агентств D’Arcy и Leo Burnett были преобразованы в группу Starcom Mediavest, а из медиадепартаментов BBDO, DDB и TBWA было образовано медиаагентство OMD.

## Рынок
Мировой объём рекламного рынка в 2008 году составил порядка 500 млрд USD. Эта сумма сравнима с военным бюджетом США, объёмом золотовалютных резервов Банка России, а также суммой, которую потеряла мировая экономика от кризиса.
Семерка крупнейших в мире рекламно-коммуникационных холдингов выглядит следующим образом:
- WPP Group (Великобритания)
- Omnicom Group (США)
- Interpublic Group (США)
- Publicis Groupe (Франция)
- Dentsu (Япония)
- Aegis (Великобритания)
- Havas (Франция)

В России? на данный момент, рекламодатели ежегодно тратят на рекламу порядка 11 млрд долл. (данные независимой международной консультационной компании RECMA). Тройка крупнейших медиаагентств России выглядит следующим образом (ежегодный рейтинг газеты «Коммерсантъ»): Starcom Russia (VivaKi Russia), Vizéum (Aegis Media), ZenithOptimedia Russia (VivaKi Russia).

## Интересные факты
- Рекламно-коммуникационный холдинг WPP Group с 1971 по 1985 год назывался Wire and Plastic Products и торговал пластиковыми корзинами. В 1985 году её купил Мартин Соррелл и использовал в качестве платформы для создания своего будущего рекламного холдинга (предпринимателю нужна была холдинговая компания).
- В 1935 году основатель Publicis Groupe Марсель Блестейн Бланше покупает Radio LL и на его основе создает частное Radio Cite. Для радиоиндустрии Франции эту сделку можно назвать исторической. Считается, что именно Radio Cite задало современные стандарты вещания: новости впервые стали выходить каждый час; в передачи, идущие в прямом эфире, начали приглашать популярных артистов; там же, в прямом эфире, разыгрывались радиоспектакли. Группа использовала эту станцию как лабораторию, которая подсказывала новые формы построения рекламного сообщения. Первый ТВ-ролик, появившийся во Франции, также сделан Publicis. В октябре 1968 года для сыра Boursin с участием актера Жака Дюби. В 1986 году Publicis запускает TV6 — первый французский музыкальный телеканал. Сейчас этот французский рекламный холдинг 4-й в мире и первый в Европе по финансовым показателям.